# Limusaurus inextricabilis
Limusaurus (il cui nome significa "lucertola fangosa") è un genere estinto di dinosauro teropode noasauride vissuto nel Giurassico superiore, circa 161-156 milioni di anni fa (Oxfordiano), in quella che oggi è la Formazione Shishugou, in Zungaria, Cina. Il genere contiene una singola specie, L. inextricabilis. Il Limusaurus era un dinosauro piccolo e snello, di circa 1,7 metri (5 piedi 7 pollici) di lunghezza, dotato di collo e gambe lunghe, ma con braccia incredibilmente piccole. Durante la sua ontogenesi questo animale subiva una drastica metamorfosi; i cuccioli nascevano con fauci dentate ma, nel corso della crescita, perdevano i denti sostituendoli con un becco sdentato nell'età adulta, il che corrisponde ad uno spostamento da una dieta da onnivori ad una da erbivori.
Il Limusaurus è il primo ceratosauro conosciuto dall'Asia orientale; sebbene inizialmente si pensasse che questo animale fosse un membro piuttosto basale (cioè filogeneticamente più vicino all'origine) del gruppo Ceratosauria, insieme al suo parente più prossimo, Elaphrosaurus, un'analisi del 2016 ha dimostrato che entrambi facevano parte della famiglia dei Noasauridae, un gruppo di ceratosauri di piccole dimensioni e più leggeri dei più comuni Abelisauroidea. Il modello della riduzione delle dita in Limusaurus è stato utilizzato per sostenere la discussa ipotesi che la mano a tre dita dei teropodi tetanurae sia il risultato della perdita del primo e del quinto dito della mano ancestrale a cinque dita, il che ha implicazioni anche negli studi sull'evoluzione degli uccelli.

## Descrizione

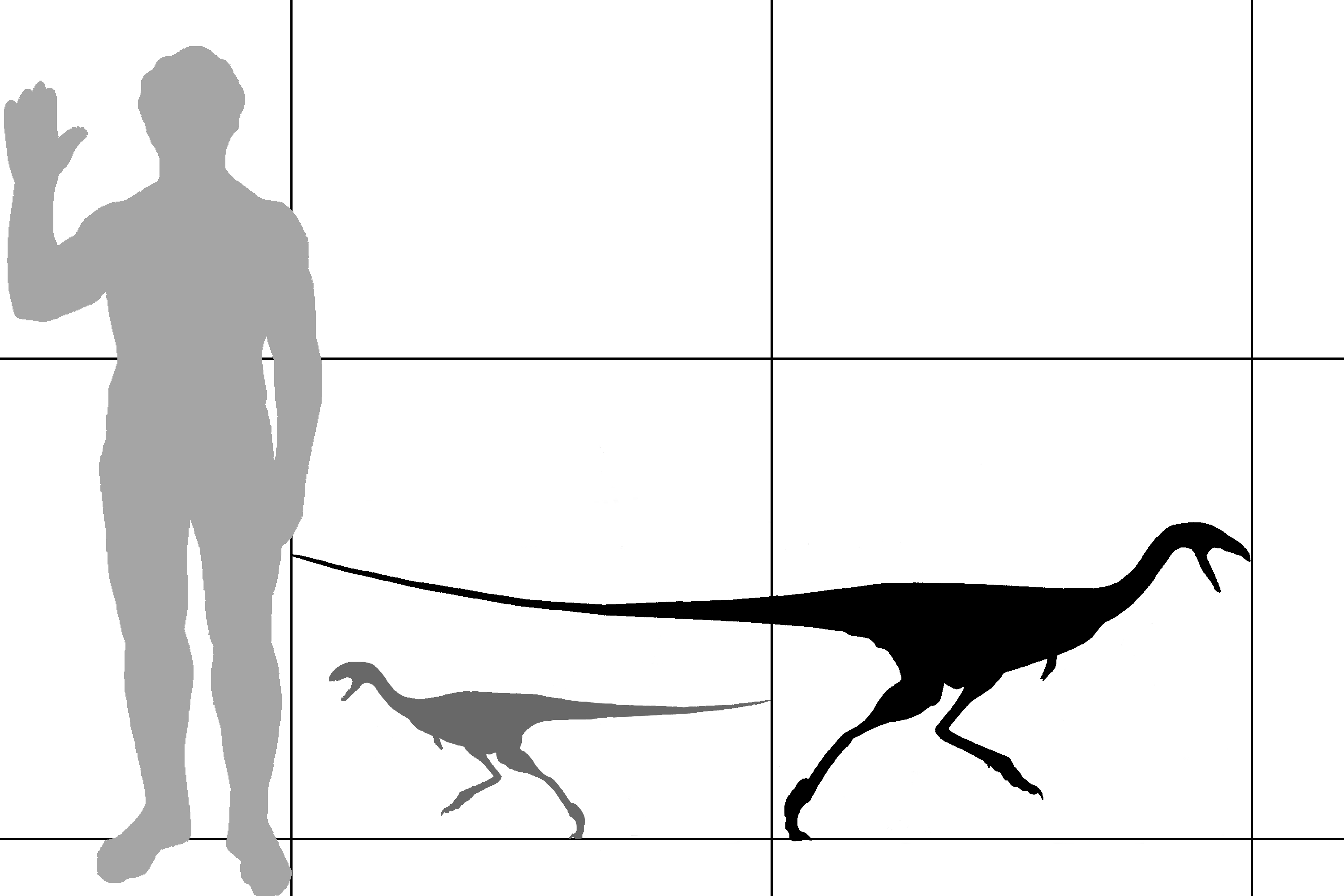
Dimensioni di Limusaurus, giovane (grigio) e adulto (nero), a confronto con un uomo

Il Limusaurus era un dinosauro teropode piccolo e snello con un collo lungo e le gambe slanciate (quest'ultime erano 1,8 volte la lunghezza del torace), misurando circa 1,7 metri (5 piedi 7 pollici) di lunghezza, per 15 chilogrammi (33 libbre) di peso. Il cranio era corto, ed era circa la metà della lunghezza del femore. La punta del muso, leggermente convessa alla punta della premascella, era ricoperta da un becco corneo sdentato, una caratteristica mai vista in nessun altro teropode non-coelurosauro, fino alla scoperta di Limusaurus. L'apertura, o fenestra, della mandibola era piuttosto grande, pari al 40% della lunghezza dell'intera mandibola. Anche l'orbita era abbastanza grande. Altre ossa con morfologie distintive nel cranio di Limusaurus sono le ossa nasali, corte e larghe rispetto all'intero cranio; Le ossa lacrimali, che scivolavano bruscamente sugli occhi, e le ossa del giugale, i cui rami erano sottili e asciformi.
In Limusaurus, lo sterno è fuso in una singola, grande lastra continua, un'altra caratteristica che rappresenta un'altra convergenza evolutiva con i coelurosauri. L'animale possiede anche una furcula, sconosciuta nella maggior parte dei ceratosauriani. In modo distintivo, la scapola presenta un crinale prominente alla sua estremità anteriore, e uno "stivale" del pube indirizzato all'indietro in forma di gancio e con una cresta da ogni lato. Le gambe di Limusaurus avevano proporzioni ben adattate alla corsa, con le parti inferiori della gamba che erano molto più lunghe del femore; Il tibiotarso, la fusione della tibia e delle ossa tarsiche, era 1,2 volte la lunghezza del femore e il piede era 1,3 volte la lunghezza del femore. Il primo dito di ogni piede, o alluce, era estremamente ridotto, essendo solo il 17% della lunghezza del terzo metatarso; Le metatarsali delle altre tre dita erano disposte in un arco, con il quarto metatarso aderente strettamente al terzo per tutta la sua lunghezza.

### Braccia

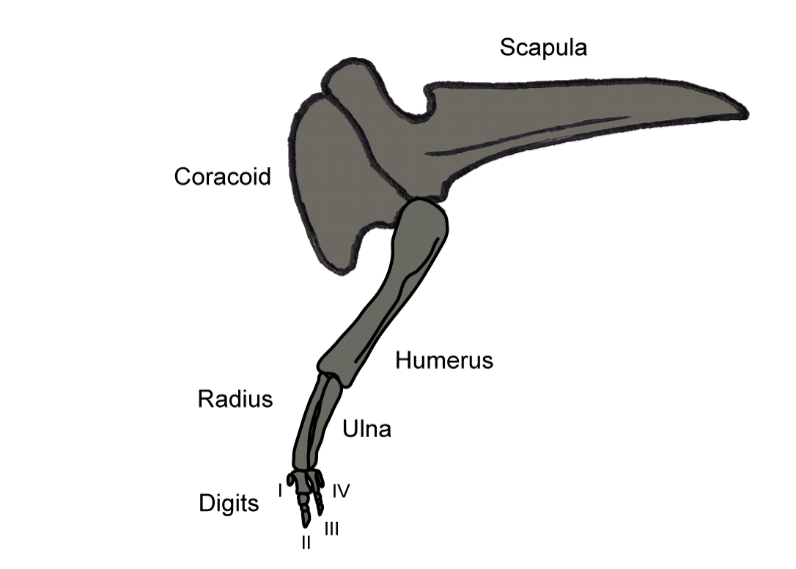
Illustrazione delle braccia di L. inextricabilis

Come in molti altri abelisauri, di cui si conoscono le ossa delle braccia, quest'ultime in Limusaurus erano notevolmente ridotte, ancor più di quelle di Ceratosaurus. Il primo dito era il più piccolo delle altre dita e mancava completamente di falangi. Quanto alle altre dita, il secondo dito era molto robusto e aveva tre falangi, il terzo dito aveva solo tre falangi, in contrasto con le quattro di molti altri teropodi primitivi, e le parti conservate del quarto dito indicano che esso era relativamente lungo e snello, terminando in una sola falange. Gli artigli erano corti, robusti ed espansi alla base.

### Ontogenesi
Durante la loro ontogenesi, gli esemplari di Limusaurus mostrano 78 diversi cambiamenti anatomici che si sono verificati quando gli animali sono cresciuti. In particolare, il cranio è diventato più profondo, le ossa metacarpali si sono allungate, e il "gancio" del loro pube è cresciuto divenendo più lungo. Inoltre, l'albero dell'osso quadrato nel cranio si è raddrizzato negli adulti e le punte delle loro fauci inferiori sono diventate più declassate.
Il cambiamento più drastico durante la crescita dei Limusaurus è la completa perdita dei denti negli esemplari adulti. I giovani cominciano con un dente nella premascella, otto nella mascella e undici nella mandibola (42 denti totali). Nella fase successiva, il primo, il sesto e l'ottavo dente della mascella e il sesto della mandibola vanno persi (34 denti totali), anche se gli alveoli dentali rimangono comunque presenti ed è presente un piccolo dente sostitutivo nell'alveolo del sesto dente inferiore. Durante questa fase, l'uso dei denti e la loro normale sostituzione cessano o diminuiscono, in quanto nessuno dei denti ancora eruttati reca alcun segno di usura o riassorbimento. Quando gli esemplari crescevano, la trasformazione diventava più radicale. Nei subadulti e negli adulti di età superiore ad un anno, tutti i denti erano scomparsi. La scansione CT mostra che solo cinque alveoli rimangono nella mascella degli adulti; tutti gli alveoli nella mandibola sono fusi in un singolo canale cavo e il resto degli alveoli sono stati cancellati.

## Classificazione

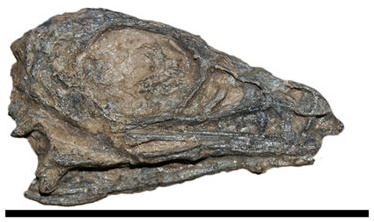
Cranio di Limusaurus

Il Limusaurus è un membro di Ceratosauria, che condivide alcune caratteristiche sia con i coelophysoidi sia con i tetanuri. Le caratteristiche presenti in Limusaurus suggeriscono una stretta relazione tra i clade Ceratosauria e Tetanurae. Alcune caratteristiche gli permettono di essere distinto come un ceratosauro; Questi includono il cranio alto e piccolo, la parte della mascella che forma la narice, il nasale che racchiude la fenestra antorbitale sul margine posteriore, la grande fenestra mandibolare e un dente relativamente corto rispetto al resto della mascella, la testa dell'omero è lunga e angolata come la cresta deltopicale, la mancanza di ossificazione nelle ossa del polso, il grande e esteso "stivale" del pube e le due scanalature ai lati degli artigli.
Originariamente, il Limusaurus venne descritto come un ceratosauro basale, venendo recuperato in alcune analisi filogenetiche sui ceratosauri, insieme ad Elaphrosaurus. Tuttavia, ricerche successive hanno lo hanno spostato nel gruppo più derivato degli Abelisauroidea, specificamente come un membro dei Noasauridae.
Il cladogramma seguente si basa sull'analisi filogenetica condotta da Rauhut e Carrano (2016), mostrando le relazioni di Limusaurus tra i noasauridi; (CCG 20011 rappresenta un taxon di tipo non ancora identificato precedentemente riferito al tetanuro Chuandongocoelurus).
|  | Limusaurus                                                  |
|  |                                                             |
|  | \| \| CCG 20011 \| \| \| \| \| \| Elaphrosaurus \| \| \| \| |
|  |                                                             |
|  | CCG 20011                                                   |
|  |                                                             |
|  | Elaphrosaurus                                               |
|  |                                                             |

|  | CCG 20011     |
|  |               |
|  | Elaphrosaurus |
|  |               |

|  | Velocisaurus  |
|  |               |
|  | Noasaurus     |
|  |               |
|  | Masiakasaurus |
|  |               |

|  | Limusaurus                                                  |
|  |                                                             |
|  | \| \| CCG 20011 \| \| \| \| \| \| Elaphrosaurus \| \| \| \| |
|  |                                                             |
|  | CCG 20011                                                   |
|  |                                                             |
|  | Elaphrosaurus                                               |
|  |                                                             |

|  | CCG 20011     |
|  |               |
|  | Elaphrosaurus |
|  |               |

|  | Velocisaurus  |
|  |               |
|  | Noasaurus     |
|  |               |
|  | Masiakasaurus |
|  |               |

|  | Limusaurus                                                  |
|  |                                                             |
|  | \| \| CCG 20011 \| \| \| \| \| \| Elaphrosaurus \| \| \| \| |
|  |                                                             |
|  | CCG 20011                                                   |
|  |                                                             |
|  | Elaphrosaurus                                               |
|  |                                                             |

|  | CCG 20011     |
|  |               |
|  | Elaphrosaurus |
|  |               |

|  | Velocisaurus  |
|  |               |
|  | Noasaurus     |
|  |               |
|  | Masiakasaurus |
|  |               |

|  | Limusaurus                                                  |
|  |                                                             |
|  | \| \| CCG 20011 \| \| \| \| \| \| Elaphrosaurus \| \| \| \| |
|  |                                                             |
|  | CCG 20011                                                   |
|  |                                                             |
|  | Elaphrosaurus                                               |
|  |                                                             |

|  | CCG 20011     |
|  |               |
|  | Elaphrosaurus |
|  |               |

|  | Velocisaurus  |
|  |               |
|  | Noasaurus     |
|  |               |
|  | Masiakasaurus |
|  |               |

|  | Limusaurus                                                  |
|  |                                                             |
|  | \| \| CCG 20011 \| \| \| \| \| \| Elaphrosaurus \| \| \| \| |
|  |                                                             |
|  | CCG 20011                                                   |
|  |                                                             |
|  | Elaphrosaurus                                               |
|  |                                                             |

|  | CCG 20011     |
|  |               |
|  | Elaphrosaurus |
|  |               |

|  | Velocisaurus  |
|  |               |
|  | Noasaurus     |
|  |               |
|  | Masiakasaurus |
|  |               |

|  | Limusaurus                                                  |
|  |                                                             |
|  | \| \| CCG 20011 \| \| \| \| \| \| Elaphrosaurus \| \| \| \| |
|  |                                                             |
|  | CCG 20011                                                   |
|  |                                                             |
|  | Elaphrosaurus                                               |
|  |                                                             |

|  | CCG 20011     |
|  |               |
|  | Elaphrosaurus |
|  |               |

|  | Velocisaurus  |
|  |               |
|  | Noasaurus     |
|  |               |
|  | Masiakasaurus |
|  |               |

|  | Limusaurus                                                  |
|  |                                                             |
|  | \| \| CCG 20011 \| \| \| \| \| \| Elaphrosaurus \| \| \| \| |
|  |                                                             |
|  | CCG 20011                                                   |
|  |                                                             |
|  | Elaphrosaurus                                               |
|  |                                                             |

|  | CCG 20011     |
|  |               |
|  | Elaphrosaurus |
|  |               |

|  | Velocisaurus  |
|  |               |
|  | Noasaurus     |
|  |               |
|  | Masiakasaurus |
|  |               |

|  | Limusaurus                                                  |
|  |                                                             |
|  | \| \| CCG 20011 \| \| \| \| \| \| Elaphrosaurus \| \| \| \| |
|  |                                                             |
|  | CCG 20011                                                   |
|  |                                                             |
|  | Elaphrosaurus                                               |
|  |                                                             |

|  | CCG 20011     |
|  |               |
|  | Elaphrosaurus |
|  |               |

|  | Velocisaurus  |
|  |               |
|  | Noasaurus     |
|  |               |
|  | Masiakasaurus |
|  |               |

## Storia della scoperta

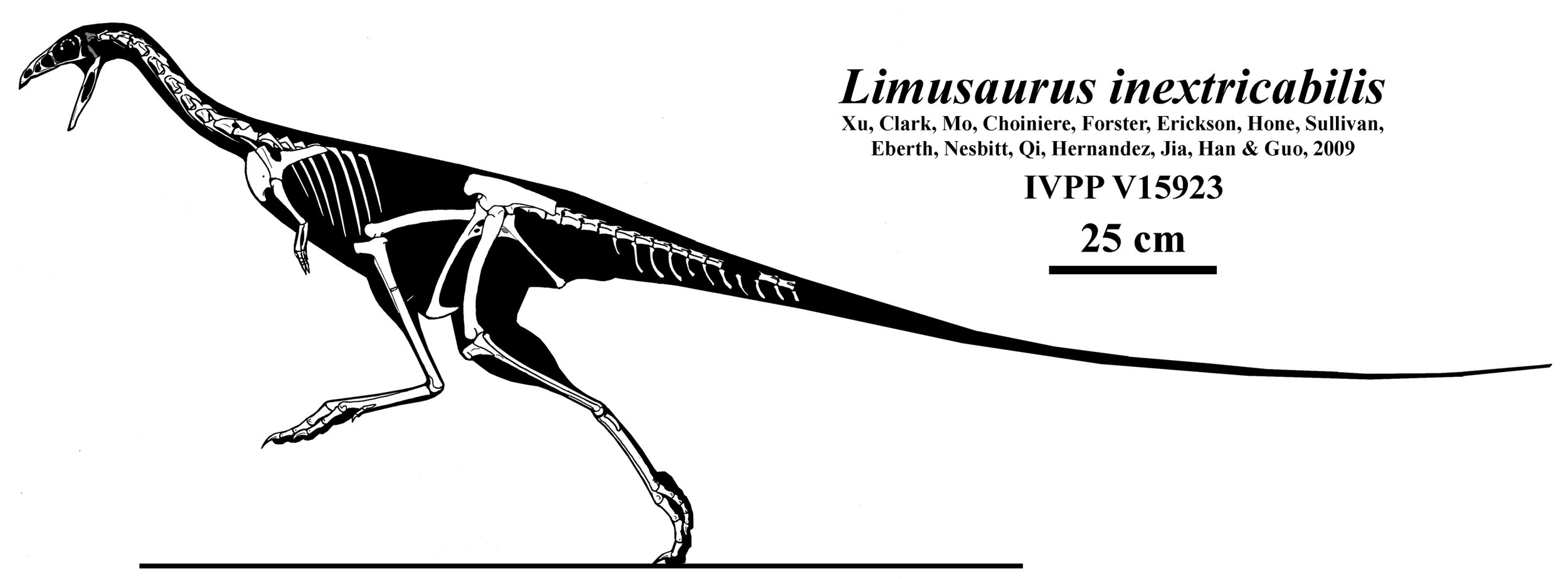
Schema scheletrico che mostra i resti conservati dell'olotipo di Limusaurus

Il Limusaurus è stato descritto in un documento del 2009, redatto da Xu et al. sulla rivista Nature. La descrizione incorporava dati provenienti da due esemplari subadulti che si trovavano in stretta associazione: l'olotipo, IVPP V 15923, è un scheletro quasi articolato (ossia con le ossa poste come in vita); mentre IVPP V 15304, è anch'esso un esemplare articolato quasi completo, a cui manca solo il cranio. Il secondo esemplare è del 15% più grande dell'olotipo. Questi esemplari sono stati rispettivamente menzionati anche dai numeri errati del campione IVPP V 15924 e IVPP V 16134.
Nel 2016, sono stati descritti dodici esemplari aggiuntivi. Questi esemplari sono noti da tre diverse aggregazioni (numerate TBB 2001, TBB 2002 e TBB 2005), mentre le prime due sono allo stesso livello, le altre sono circa 6,5 metri superiore nella colonna stratigrafica. Le aggregazioni includono sei giovani (di età inferiore o uguale ad 1 anno), dieci subadulti (2-6 anni) e un adulto (più di 6 anni). Come l'olotipo e il secondo esemplare, i nuovi esemplari sono conservati presso l'Istituto di Paleontologia Vertebrata e Paleoantropologia. Tutti gli esemplari sono stati recuperati durante degli scavi tra il 2001 e il 2006 nella località Wucaiwan, della Formazione Shishugou, situata nel Bacino Junggar, di Xinjiang, Cina.
Sia il nome del genere, Limusaurus (che significa "lucertola fangosa"), sia il nome della specie tipo, inextricabilis (che significa "inestricabile" o "impossibile districarsi"), si riferiscono a come gli esemplari noti sembrano essere morti dopo essere rimasti impantanati nel fango.

## Paleobiologia
L'analisi istologica delle linee di crescita arrestata all'interno delle tibie dalle varie fasi ontogenetiche di Limusaurus indica che l'animale raggiungeva la maturità sessuale a sei anni di età. Negli esemplari più vecchi, le linee più estreme della crescita arrestata sono molto vicine (formando il cosiddetto sistema fondamentale esterno), indicando che la crescita rapida era cessata in questi singoli individui.

### Convergenza evolutiva
Il Limusaurus possiede diverse caratteristiche della testa in comune con i teropodi basali come altri ceratosauri e coelophysoidi, ma converge in alcune caratteristiche, tra cui il becco sdentato e lo sterno fuso, con i successivi coelurosauri. L'aspetto complessivo dell'animale, incluso il collo e le gambe lunghe, è molto simile a quello dei teropodi ornithomimosauri del Cretaceo, così come l'Effigia, un archosauro non-dinosaurico del Triassico, che rappresenta un caso significativo di evoluzione convergente tra questi tre distinti gruppi di archosauri.

### Alimentazione
La perdita dei denti nell'età adulta di Limusaurus è il caso più estremo di cambiamenti morfologici orali tra i dinosauri. Infatti, il Limusaurus è uno dei pochi vertebrati noti in cui i denti vengono completamente persi durante l'ontogenesi (gli altri sono la triglia di fango, la triglia di scoglio, vari callittidi e l'ornitorinco). Tuttavia, il suo complicato schema nel perdere i denti da entrambi i lati della mascella e nella mandibola è più simile a quello dell'avialae Jeholornis. Inoltre, è probabili che i denti sostitutivi regredissero durante la crescita, come nel camaleonte velato. In combinazione con la conservazione dei percorsi di segnale evolutivi necessari per indurre lo sviluppo dei denti negli uccelli, la sostituzione ontogenetica dei denti da un becco in Limusaurus, suggerisce che lo sviluppo dei becchi in altre linee di teropodi, se non addirittura in tutti gli animali dotati di becco, può essere correlata a cambiamenti di sviluppo che modificano in modo eterogeneo il punto in cui lo sviluppo del dente si arresta.
Gli esemplari adulti di Limusaurus mostrano caratteristiche morfologiche associate ad una dieta erbivora condivise con altri gruppi di teropodi erbivori, tra cui Ornithomimosauria, Therizinosauria, Oviraptorosauria e Alvarezsauroidea, insieme al troodontide Jinfengopteryx. In particolare, i campioni adulti sono caratterizzati dalla presenza di pietre di stomaco, noti come gastroliti, inoltre gli esemplari più anziani contenevano più pietre rispetto agli esemplari più giovani. Le differenze di dimensioni e quantità di questi gastroliti tra gli esemplari di varie età, sono paragonabili a quelli degli uccelli e a quelle di ornithomimosauri e oviraptorosauri. Tutti questi gruppi di teropodi utilizzavano gastroliti per aiutare a sminuzzare il materiale vegetale che inghiottivano, suggerendo che lo facesse anche il Limusaurus. L'aumento della quantità di gastroliti negli adulti più anziani può essere indicativa sulla capacità digestiva dell'intestino di lavorare finemente la materia vegetale aumentando con l'età. Un'analisi di isotopi degli esemplari disponibili dei campioni di Limusaurus ha anche dimostrato che gli adulti corrispondono in modo coerente con le firme di isotopi di altri dinosauri erbivori. Tuttavia, nella stessa analisi, gli esemplari giovani e subadulti variavano notevolmente nelle loro firme isotopiche. Ciò indica che i giovani erano probabilmente onnivori, ma diventavano erbivori crescendo. Ciò è compatibile al cambiamento di dieta presente nelle triglie e callittidi.

### Omologia delle dita

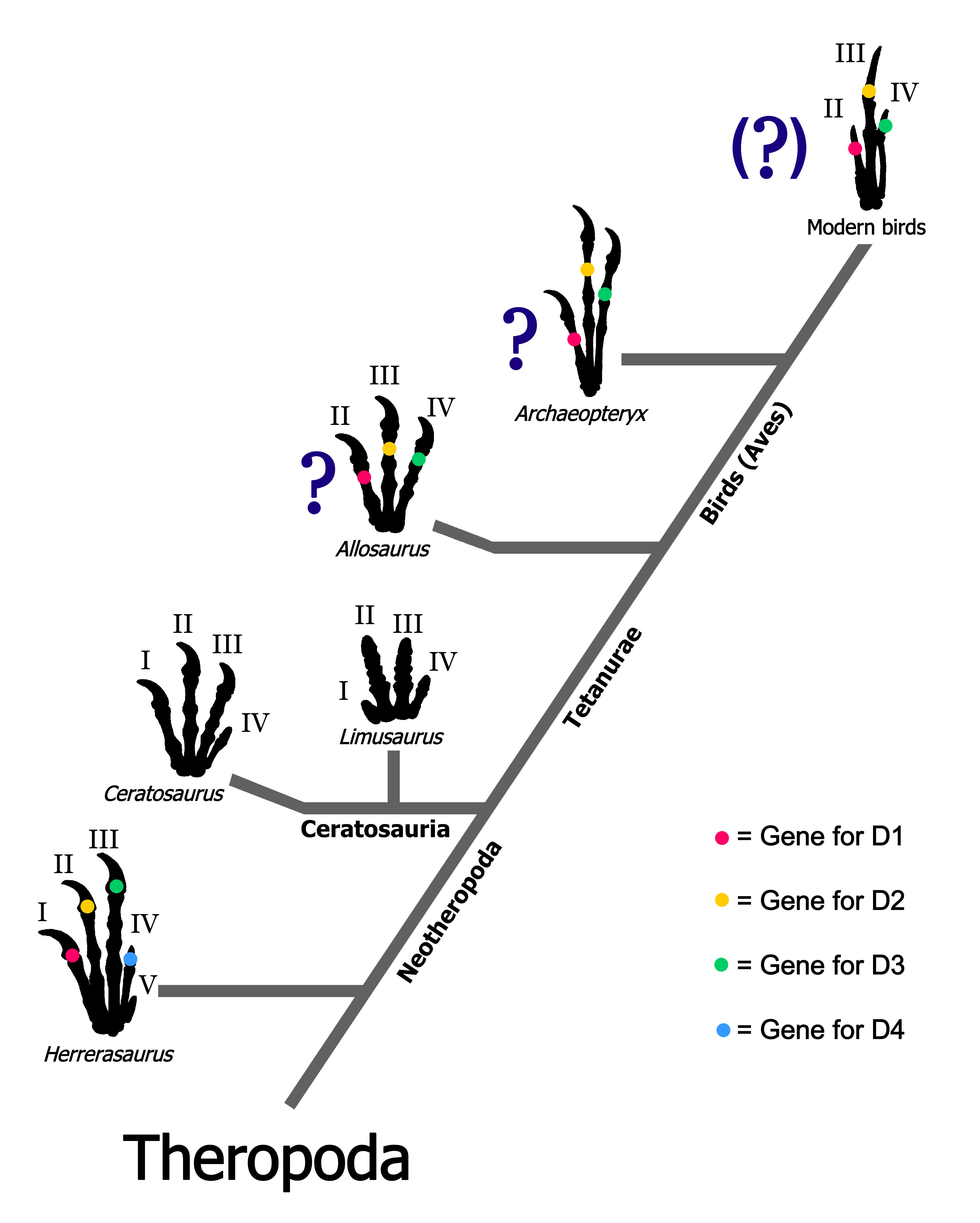
Illustrazione delle ossa delle mani di vari teropodi, con Limusaurus al centro

I teropodi più primitivi posseggono cinque dita per mano. Lungo il tratto aviario, tuttavia, il numero di dita nella mano si è ridotto. Dalla nascita del gruppo dei Tetanurae, che comprende gli uccelli, due dita erano già scomparse dalla mano, lasciando solo tre dita. Tradizionalmente, si è ipotizzato che le dita perse fossero le più esterne, (ossia le dita IV e V), in un processo denominato LDR (Lateral Digit Reduction).
Tuttavia, l'ipotesi dell'LDR è in contraddizione con alcuni studi embriologici sugli uccelli che dimostrano che da cinque siti di sviluppo, le dita che si sviluppano sono le tre cifre centrali (II, III e IV). Questa incoerenza è stata oggetto di discussione per quasi 200 anni ed è stata utilizzata da Alan Feduccia per sostenere l'ipotesi controversa che gli uccelli discendono non dai teropodi ma da un altro gruppo di archosauri che avevano perso il primo e il quinto dito. Per spiegare la discrepanza tra i dati morfologici e embriologici nel contesto dell'origine degli uccelli, in uno scenario alternativo al LDR è stato sviluppato da Tony ThulbornE Tim Hamley, nel 1982. In questo scenario, le dita I e V dei teropodi sono state ridotte nel processo di riduzione bilaterale (BDR), con le restanti cifre che si sviluppano per assomigliare alle cifre I-III. Il Limusaurus è stato inizialmente considerato una prova dell'ipotesi BDR a causa delle sue dita ridotte, e quelle di altri ceratosauriani con un primo dito ridotto, facendo supporre ai ricercatori che un simile schema di riduzione avvenisse tra i tetanuri (il sister group dei ceratosauriani).
Sono state proposte diverse ipotesi aggiuntive per migliorare e conciliare le ipotesi LDR e BDR. Un'ipotesi prevalentemente favorita, sviluppata da Günter P. Wagner e Jacques Gauthier nel 1999, comporta un "frameshift" delle dita. Il primo dito non riesce a crescere nel primo sito dello sviluppo perché non riceve i segnali necessari, che ha l'effetto di spostare le dita I-III alle posizioni di II-IV. Così, mentre le dita I-III dei teropodi ancestrali vengono mantenute, non crescono nella stessa posizione. Una versione dell'ipotesi frameshift modificata per incorporare entrambi gli elementi di BDR e prove fossili come il Limusaurus e altri teropodi, è l'ipotesi "thumbs down" di Capek et al., che suggerisce che questo frameshift fosse avvenuto dopo la riduzione sia del primo che del quarto dito. La principale ipotesi alternativa sostenuta da Xu Xing et al., nota come l' "ipotesi di spostamento laterale", considera un frameshift parziale e graduale in cui, da una mano a quattro dita con dita ridotte I e IV, scompaiano completamente mentre il dito IV si sviluppa in un dito pieno, con II- IV che assume le morfologie dell'ex I-III.
È plausibile che i ceratosauriani siano stati sottoposti a BDR indipendentemente dai tetanuri e pertanto non hanno alcun effetto sul tema dell'omologia delle dita aviarie. In particolare, come dimostrato dall'analisi teratologica, l'abbreviazione (mesomelia) e la perdita di dita (ipophalangia) negli arti anteriori di Limusaurus sono probabilmente il risultato di un'anomalia di sviluppo che appariva esclusivamente e persisteva per tutta la linea evolutiva dei ceratosauriani, e non è collegata al modello di riduzione digitale e frameshift che si è verificato nei tetanuri. Tale ipotesi è sostenuta dalle mani dei ceratosauri Ceratosaurus, Berberosaurus e Eoabelisaurus, aventi ossa carpali plesiomorfiche (cioè più simili alla condizione ancestrale dei teropodi che a quelle degli abelisauri derivanti), comparabili a quelle di Dilophosaurus. I percorsi divergenti di sviluppo dei ceratosauriani e dei tetanuri sono associati ad una differenza di funzione delle braccia. I tetanuri utilizzavano le mani e le braccia per afferrare, mentre le mani dei ceratosauriani quasi certamente non avevano alcun ruolo nella predazione.

### Tafonomia
Il noto materiale fossile di Limusaurus consiste in grandi ammassi di individui di diverse età, impantanati in pozzi di fango. Questi pozzi hanno una profondità compresa tra 1-2 metri (3 piedi 3 pollici-6 piedi 7 pollici) e sono stati probabilmente creati dalla liquefazione del suolo provocate dalle orma dei dinosauri sauropodi o di altri animali di grandi dimensioni. La dimensione di ammassamenti indicano che molti piccoli dinosauri rimanevano frequentemente impantanati nel fango. Altri animali ritrovati nelle stesse condizioni comprendono individui di Guanlong, insieme a piccoli ornithischi, crocodyliformi, tartarughe, mammiferi e cinodonti tritylodontidi. Questi numerosi assembramenti possono suggerire anche che i Limusaurus fossero animali gregari.

## Paleoecologia
Il Limusaurus è il primo ceratosauro noto proveniente dall'est dell'Asia. È anche uno dei primi membri del gruppo ceratosauria, vissuto durante la fase Oxfordiano, del Giurassico superiore (circa 161-156 milioni di anni fa). La sua scoperta dimostra che la fauna dinosaurica asiatica fosse meno endemica, durante il periodo medio/tardo Giurassico, di quanto precedentemente pensato e suggerisce una possibile connessione tra l'Asia e gli altri continenti in quel periodo.
La Formazione Shishugou rappresenta una varietà di ambienti depositanti, tra cui conoidi alluvionali e pianure alluvionali, ruscelli, zone umide e laghi poco profondi. Durante il periodo in cui visse il Limusaurus, l'ambiente era stato costantemente caldo e secco, a giudicare dall'abbondanza di depositi di carbone e carbonio. Il clima era probabilmente molto stagionale a causa delle influenze monsoniche, con estati calde e umide, e inverni asciutti. Il clima permetteva la crescita di un ambiente ricco di foreste; Le foreste erano dominate da alberi Araucaria, mentre il sottobosco era occupato da felci alboree di Coniopteris, felci di Anglopteris e Osmunda, Equisetites e cespugli di Elatocladus.
L'ambiente della Formazione Shishugou ospitava un grande assortimento di animali. I dinosauri contemporanei di Limusaurus nella località di Wucaiwan includono i teropodi Haplocheirus, Zuolong e Guanlong, con cui Limusaurus è spesso trovato insieme nei depositi di fanghi; il sauropode Mamenchisaurus; gli ornitischi Gongbusaurus e Yinlong; il tritylodontide Yuanotherium; il mammifero Acuodulodon; i crocodyloformi Sunosuchus, Junggarsuchus e Nominosuchus; le tartarughe Xinjiangchelys e Annemys.